# IJsselveld
IJsselveld is een straat in de Nederlandse plaats Montfoort. De straat verbindt de Lindeboomsweg met de M.A. Reinaldaweg. Oorspronkelijk maakte de weg deel uit van de verbindingsweg tussen Montfoort en Linschoten, maar tegenwoordig maakt deze deel uit van het wegenstelsel van industrieterrein IJsselveld. De naam is afgeleid van de gelijknamige polder ten noordoosten van de weg.
Achterstraat ·
Blindeweg ·
Bovenkerkweg ·
De Plaats ·
Doeldijk ·
Havenstraat ·
Heeswijkerpoort ·
Heilig Levenstraat ·
Hofdijk ·
Hofstraat ·
Hoogstraat ·
Julianalaan ·
Keizerstraat ·
Lieve Vrouwegracht ·
Lindeboomsweg ·
Mannenhuisstraat ·
Mastwijkerdijk ·
Molenstraat ·
Om 't Hof · 
Om 't Wedde · 
Onder de Boompjes ·
Oude Boomgaard ·
Schoolstraat  ·
Slotlaan ·
Vrouwenhuisstraat ·
Waardsedijk ·
Waterpoort ·
Willeskopperpoort ·
IJsselplein ·
IJsselkade ·
IJsselveld